# Tinuteqisaaq
Tinuteqisaaq [tˢinutˢɜqiˈsɑːq] (nach alter Rechtschreibung Tinuteĸissâĸ) ist eine wüst gefallene grönländische Siedlung im Distrikt Nanortalik in der Kommune Kujalleq.

## Lage
Tinuteqisaaq liegt auf einer gleichnamigen Insel in einer Inselgruppe nordöstlich von Itilleq (Eggers Ø) und damit sehr abgeschieden. Bis zum nächsten bewohnten Ort, Aappilattoq, sind es 48 km nach Nordwesten.

## Geschichte
Tinuteqisaaq wird als Wohnplatz im Atlas von 1901 genannt. Bei der Volkszählung 1900 kam der Ort jedoch nicht vor. Auch anschließend findet sich Tinuteqisaaq nicht mehr. Vermutlich handelte es sich um einen nur nomadisch besiedelten Wohnplatz, der nach kurzer Zeit bereits wieder verlassen war.